# فرهاد أباد (قلعة خواجة)
فرهاد آباد (بالفارسية: فرهادآباد) هي منطقة سكنية تقع في إيران في قسم قلعة خواجة الريفي. يقدر عدد سكانها بـ 120 نسمة بحسب إحصاء 2016.